# Saint-Cricq-du-Gave
Saint-Cricq-du-Gave (okzitanisch Sent Cric deu Gave) ist eine französische Gemeinde mit 444 Einwohnern (Stand 1. Januar 2022) im Département Landes in der Region Nouvelle-Aquitaine (vor 2016 Aquitaine) im Südwesten Frankreichs. Sie gehört zum Arrondissement Dax und zum Kanton Orthe et Arrigans. 

## Geografie
Saint-Cricq-du-Gave liegt am Fluss Gave de Pau, der die Gemeinde im Norden begrenzt, und rund 48 Kilometer ostnordöstlich von Bayonne. Nachbargemeinden sind Labatut im Norden, Lahontan im Osten sowie Sorde-l’Abbaye im Süden und Westen.

## Bevölkerungsentwicklung
| Jahr                       | 1962 | 1968 | 1975 | 1982 | 1990 | 1999 | 2006 | 2017 |
| Einwohner                  | 337  | 323  | 309  | 297  | 304  | 264  | 337  | 422  |
| Quellen: Cassini und INSEE |      |      |      |      |      |      |      |      |

## Sehenswürdigkeiten
- Kirche Saint-Cyr-et-Sainte-Julitte

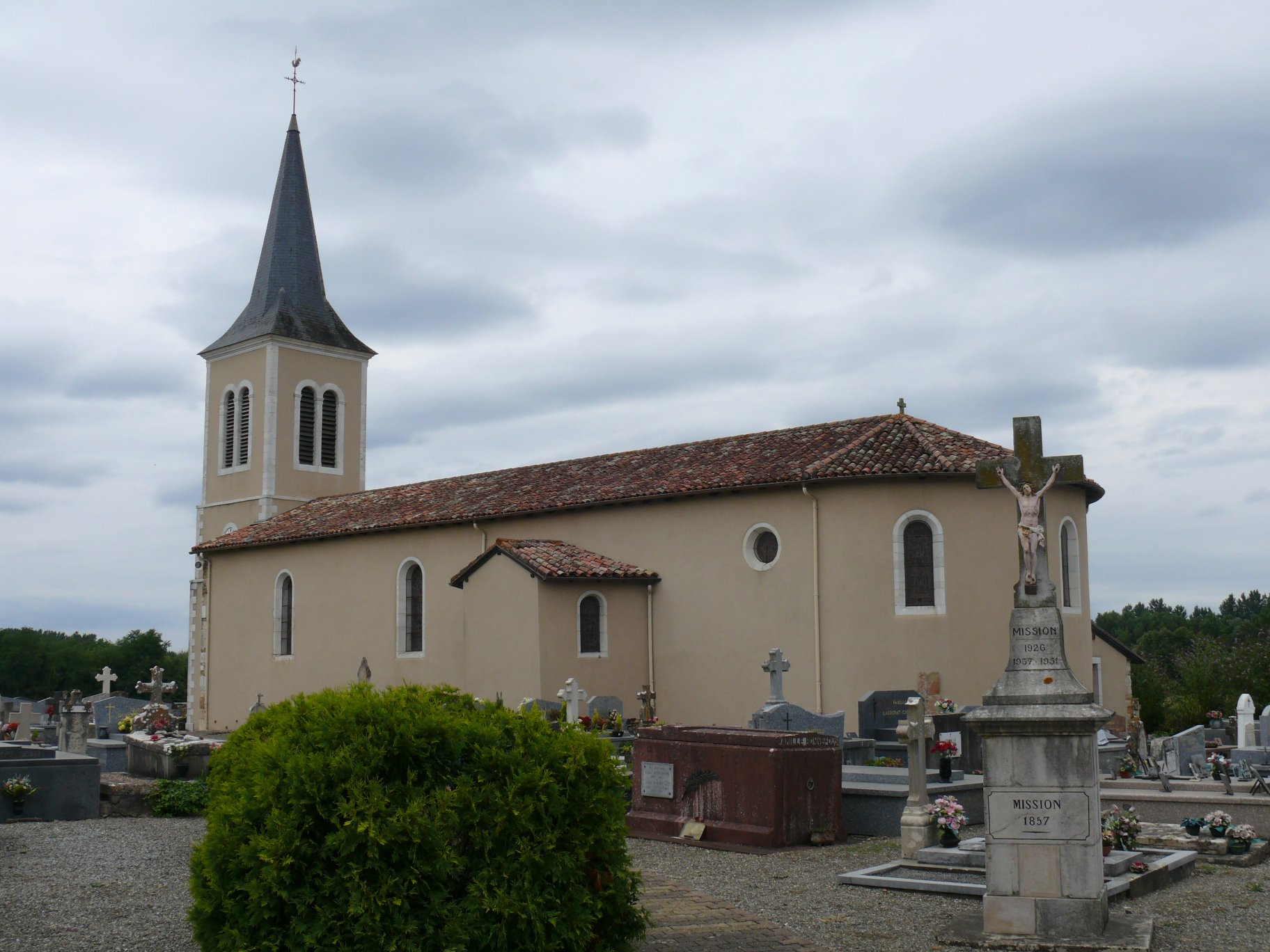
Kirche Saint-Cyr-et-Sainte-Julitte

- Schloss